# Howard K. Stern
Howard K. Stern, Howard Kevin Stern, född 29 november 1968 i Los Angeles, Kalifornien, USA är en amerikansk advokat som gjort sig mest känd för att vara Anna Nicole Smiths advokat i rättstvisten om J. Howard Marshalls arv.